# Walter von Brockdorff-Ahlefeldt
Walter von Brockdorff-Ahlefeldt född 13 juli 1887 i Perleberg ca 75 km söder om Schwerin död 9 maj 1943 i Berlin. Tysk militär. Befordrades till generalmajor 1937 och till general i infanteriet 1940. Erhöll Riddarkorset av järnkorset med eklöv 1942.

## Befäl
- 8. infanteriregementet mars 1934 – mars 1938
- 23. Infanterie-Division mars 1938 – juni 1940
- (tf) XXVIII. Armeekorps juni 1940
- II. Armeekorps juni 1940 – januari 1943.

- På grund av sjukdom intogs han på fältsjukhus i Berlin-Zehlendorf där han avled 9 maj 1943.